# Miškas prie Dilbinėlių
Miškas prie Dilbinėlių este o arie protejată (arie specială de conservare — SAC, sit de importanță comunitară — SCI) din Lituania întinsă pe o suprafață de 119,26 ha, integral pe uscat.

## Localizare
Centrul sitului Miškas prie Dilbinėlių este situat la coordonatele 56°18′18″N 23°11′10″E / 56.3049°N 23.1862°E.

## Înființare
Situl Miškas prie Dilbinėlių a fost declarat sit de importanță comunitară în martie 2004 pentru a proteja 2 specii de plante și 1 specie de animale. Situl a fost protejat și ca arie specială de conservare în august 2020.

## Biodiversitate
Situată în ecoregiunea boreală, aria protejată conține 2 habitate naturale: Păduri caducifoliate bătrâne naturale hemiboreale fino-scandinave (Quercus, Tilia, Acer, Fraxinus sau Ulmus) bogate în specii epifite, Păduri caducifoliate de mlaștină fino-scandinave.
La baza desemnării sitului se află mai multe specii protejate:
- plante (2): turiță (Agrimonia pilosa), papucul doamnei (Cypripedium calceolus)
- amfibieni (1): triton cu creastă (Triturus cristatus)

Pe lângă speciile protejate, pe teritoriul sitului au mai fost identificate 1 specie de plante.